# Открытый чемпионат Италии по теннису 2017
Открытый чемпионат Италии по теннису 2017 — 74-й розыгрыш ежегодного профессионального теннисного турнира среди мужчин и женщин, проводящегося в итальянском городе Рим и являющегося частью тура ATP в рамках серии серии Мастерс и тура WTA в рамках серии Премьер 5.
В 2017 году турнир прошёл с 15 по 21 мая. Соревнование продолжало околоевропейскую серию грунтовых турниров, подготовительную к майскому Открытому чемпионату Франции.
Прошлогодние победители:
- в мужском одиночном разряде —  Энди Маррей
- в женском одиночном разряде —  Серена Уильямс
- в мужском парном разряде —  Боб Брайан и  Майк Брайан
- в женском парном разряде —  Саня Мирза и  Мартина Хингис

## Общая информация
Мужской одиночный турнир мог собрать девять представителей топ-10 мирового рейтинга, отсутствовал только четырёхкратный финалист турнира Роджер Федерер. Первым номером посева стал лидер классификации и действующий чемпион Энди Маррей, однако британский теннисист проиграл первый свой матч на стадии второго раунда Фабио Фоньини. Вторым номером посева стал четырёхкратный чемпион турнир Новак Джокович. Сербу удалось дойти до финала, однако здесь он неожиданно проиграл № 16 посева Александру Звереву. 20-летний теннисист из Германии впервые выиграл турнир серии Мастерс. Джокович четвёртый год подряд сыграл в финале турнира и второй год подряд проиграл в нём. Рекордсмен турнира по количеству титулов Рафаэль Надаль также сыграл на турнире в качестве четвёртого номера посева, однако уступил на этой стадии № 8 посева Доминику Тиму.
В мужском парном разряде первые номера посева Хенри Континен и Джон Пирс доиграли до полуфинала, в котором проиграли № 8 посева Марселю Гранольерсу и Ивану Додигу. Вторые номера посева и прошлогодние чемпионы Боб и Майк Брайаны также уступили в полуфинале четвёртым номерам посева Николя Маю и Пьеру-Югу Эрберу. По итогу титул достался именно французском дуэту Маю и Эрбер. 
Женский одиночный турнир собрал восемь представительниц топ-10. Возглавила посев вторая ракетка в мире на тот момент Анжелика Кербер. Немка проиграла первый же свой матч на стадии второго раунда, уступив теннисистке из квалификации Анетт Контавейт. Прошлогодняя чемпионка Серена Уильямс не защищала свой титул из-за беременности. В финале титул разыграли шестой номер посева Симона Халеп и восьмой номер посева Элина Свитолина. Чемпионкой в итоге стала украинская теннисистка Свитолина. Она стала первой представительницей своей страны, которой удалось выиграть турнир в Риме в любом разряде. Среди шести россиянок, выступивших на турнире, три добрались до третьего раунда (Светлана Кузнецова, Екатерина Макарова и Анастасия Павлюченкова).
В женском парном разряде победу одержали вторые номера посева Мартина Хингис и Чжань Юнжань, которые в финале обыграли первых номеров посева Елену Веснину и Екатерину Макарову. Чжань во второй раз выиграла в Риме (до этого в 2008 году с Чжуан Цзяжун). Хингис в третий раз смогла выиграть местный турнир в парах (до этого она побеждала в 1999 в альянсе с Анной Курниковой и в 2016 году в команде с Саней Мирзой). Партнёрша Хингис по прошлогоднему титулу Саня Мирза также выступила на турнире в паре с Ярославой Шведовой в качестве третьих номеров посева и они дошли до полуфинала, где проиграли Хингис и Чжань.

## Соревнования

### Мужчины. Одиночный турнир
Александр Зверев обыграл  Новака Джоковича со счётом 6-4, 6-3.
- Зверев выиграл 3-й одиночный титул в сезоне и 4-й за карьеру в основном туре ассоциации.
- Джокович сыграл 2-й финал в сезоне и 97-й за карьеру в основном туре ассоциации.

### Женщины. Одиночный турнир
Элина Свитолина обыграла  Симону Халеп со счётом 4-6, 7-5, 6-1.
- Свитолина выиграла 4-й одиночный титул в сезоне и 8-й за карьеру в туре ассоциации.
- Халеп сыграла 2-й одиночный финал в сезоне и 24-й за карьеру в туре ассоциации.

### Мужчины. Парный турнир
Николя Маю /  Пьер-Юг Эрбер обыграли  Марселя Гранольерса /  Ивана Додига со счётом 4-6, 6-4, [10-3].
- Маю выиграл 2-й парный титул в сезоне и 18-й за карьеру в основном туре ассоциации.
- Эрбер выиграл 1-й парный титул в сезоне и 9-й за карьеру в основном туре ассоциации.

### Женщины. Парный турнир
Мартина Хингис /  Чжань Юнжань обыграли  Елену Веснину /  Екатерину Макарову со счётом 7-5, 7-6(4).
- Хингис выиграла 3-й титул в сезоне и 58-й за карьеру в туре ассоциации.
- Чжань выиграла 4-й титул в сезоне и 21-й за карьеру в туре ассоциации.